# Liga Invernal Veracruzana 2013-2014
La Temporada 2013-2014 de la Liga Invernal Veracruzana fue la edición número 9 de la segunda etapa de este circuito.
Esta campaña se presentó a los medios de comunicación de manera oficial en la Expo-LIV.
El equipo campeón fue Brujos de Los Tuxtlas, derrotando en la Serie Final 4 juegos a 1 a los Tobis de Acayucan, bajo el mando del mánager Pedro Meré.

## Cambios en la competencia
En esta temporada se continuó con un solo grupo de equipos, sin embargo hubo una reducción de 12 a 8 clubes.

## Equipos participantes
| Liga Invernal Veracruzana 2013-2014 |                    |                             |                                      |
| Equipo                              | Mánager            | Sede                        | Estadio                              |
| Brujos de Los Tuxtlas               | Pedro Meré         | San Andrés Tuxtla, Veracruz | Aurelio Ballados                     |
| Cafeteros de Córdoba                | Rafael Castañeda   | Córdoba, Veracruz           | "Beisborama"                         |
| Chileros de Xalapa                  | Manuel Cazarín     | Xalapa, Veracruz            | Deportivo Colón                      |
| Industriales de Coatzacoalcos       | Roque Sánchez      | Coatzacoalcos, Veracruz     | "Presidente Miguel Alemán"           |
| Rojos de Veracruz                   | Eddie Castro       | Veracruz, Veracruz          | Deportivo Universitario "Beto Ávila" |
| Tiburones Rojos de Oluta            | Fernando Elizondo  | Oluta, Veracruz             | Emiliano Zapata                      |
| Tigres de Tuxpan                    | Adelaido Rodríguez | Túxpam, Veracruz            | José "Pepe" Bache                    |
| Tobis de Acayucan                   | Leo Arauz          | Acayucan, Veracruz          | "Luis Díaz Flores"                   |